# Umělecká svoboda
Umělecká svoboda (nebo také svoboda uměleckého projevu, anglicky artistic freedom, německy Kunstfreiheit) je základní lidská svoboda, v České republice garantovaná článkem 15 Listiny základních práv a svobod. Definována může být jako „svoboda představovat, vytvářet a šířit rozmanité kulturní projevy bez vládní cenzury, politických zásahů nebo tlaku nestátních subjektů.“